# François Vincent Raspail
François Vincent Raspail (Carpentras, 29 gennaio 1794 – Arcueil, 7 gennaio 1878) è stato un politico e scienziato francese.

## Biografia

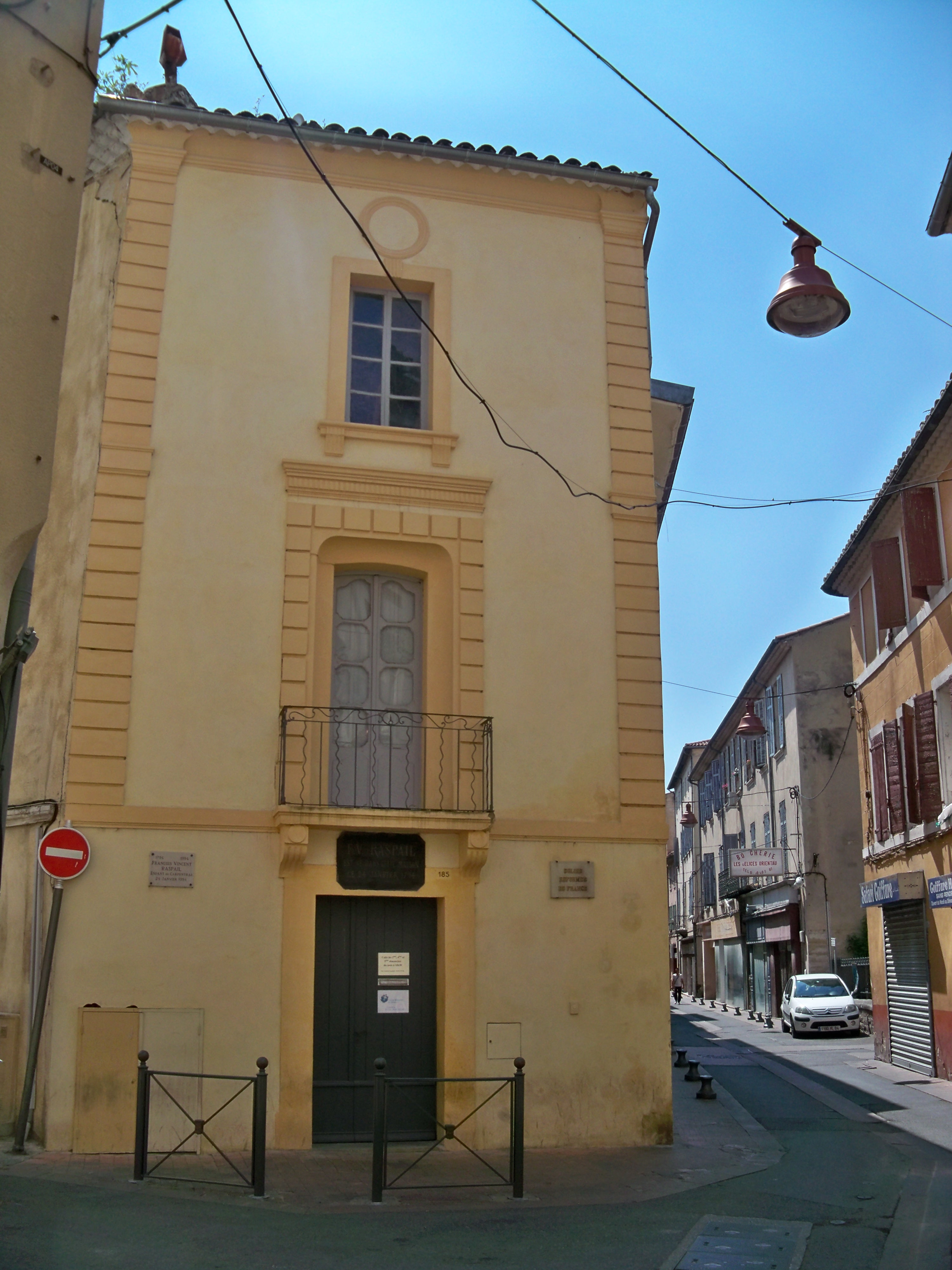
La casa natale a Carpentras

Figlio del restauratore Joseph Raspail e di Marie Laty, destinato a prendere l'abito ecclesiastico, studiò nel seminario di Avignone e, precocissimo, vi divenne ripetitore di filosofia nel 1810 e professore di teologia nel 1812, ma fu espulso l'anno dopo per la sua eterodossia. Direttore del collegio di Carpentras, fu destituito alla Restaurazione per il suo filo-bonapartismo.
Trasferitosi a Parigi nel 1816, nel 1820 insegnò al Collège Stanislas, ma fu licenziato per le sue opinioni politiche, ora repubblicane. Studiò diritto, s'impiegò in uno studio legale e, appassionato di chimica, di biologia e di botanica, inventò un microscopio e presentò all'Accademia delle scienze la sua memoria Sulla formazione dell'embrione nelle graminacee e collaborò a diverse riviste scientifiche.
Affiliato alla Carboneria, partecipò alla Rivoluzione di luglio e fu ferito durante l'attacco a una caserma. Nel 1831 rifiutò la Legion d'onore e non volle prendere servizio nella Guardia nazionale. Condannato per questo a 15 mesi di carcere, nel 1832 gli vennero inflitti altri 15 mesi per offese al tribunale. Nel 1833 scontò altri tre mesi per suoi articoli pubblicati nella Société des amis du peuple, della quale era presidente.
Fondato nel 1834 il quotidiano Le Réformateur, più volte sequestrato, nel 1835 fu condannato a sei mesi per oltraggio al procuratore del Re. Nel 1836 pubblicò un trattato di chimica organica, che il ministro François Guizot impedì fosse premiato dall'Accademia delle scienze, e nel 1837 apparve la sua Fisiologia vegetale.

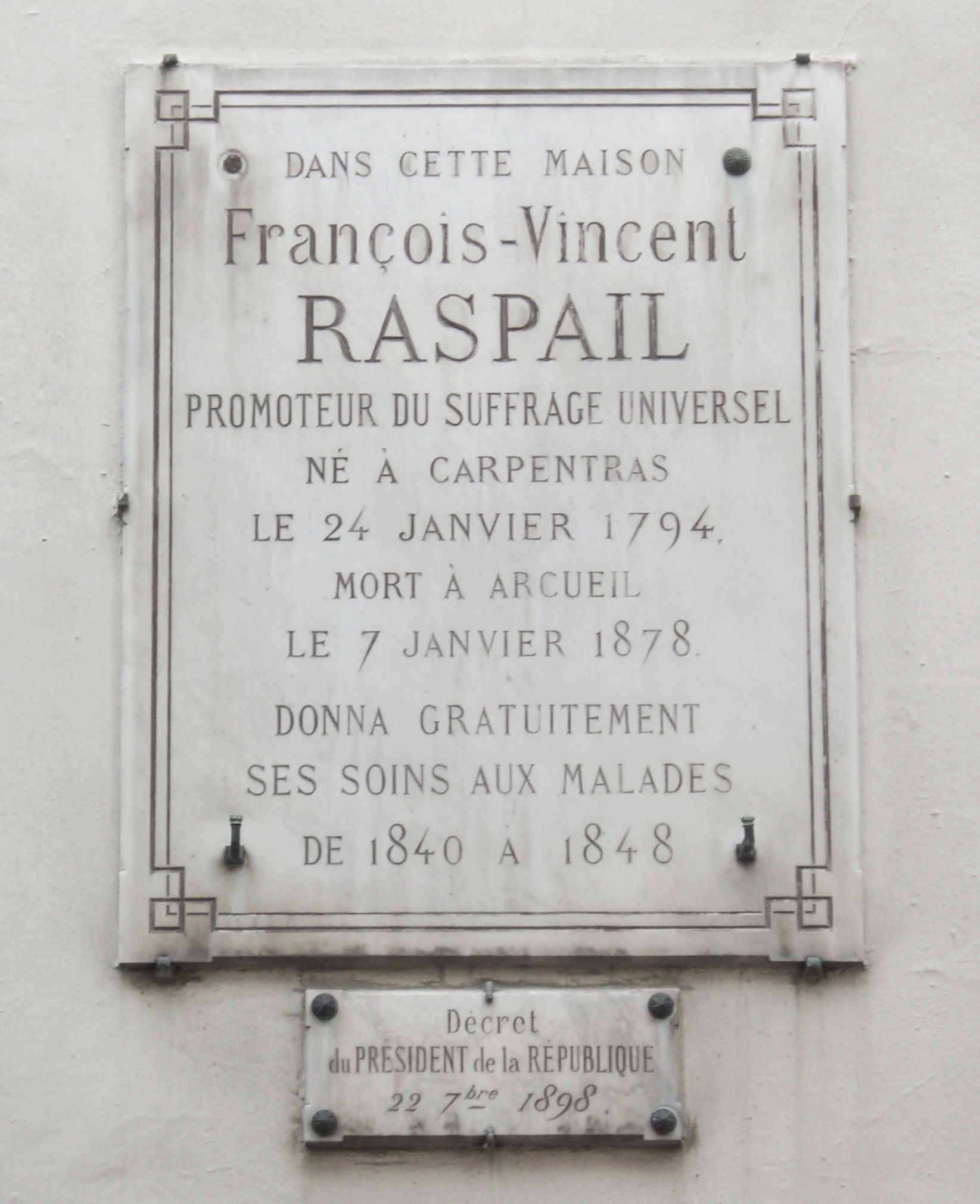
Targa commemorativa sulla sua casa parigina di rue de Sévigné

Nel 1840 fu perito della difesa nel processo contro Marie Lafarge, imputata di aver avvelenato il marito, e Raspail sostenne che il perito dell'accusa, il docente della Facoltà di medicina Mathieu Orfila, aveva completamente sbagliato le analisi. Nel 1843 pubblicò Le Médecin des familles e dal 1845 per primo cominciò a utilizzare la canfora come antidolorifico e antisettico. Accusato di praticare illegalmente la medicina, ancorché gratuitamente, fu condannato nel 1846 a 15 franchi di multa.
Partecipò alla Rivoluzione del 1848 guidando, il 24 febbraio l'occupazione dell'Hôtel de Ville e proclamandovi la Repubblica. Il 27 febbraio fondò il quotidiano L'Ami du peuple e prese parte all'insurrezione del 15 maggio contro il governo conservatore. Arrestato, durante la detenzione risultò eletto, il 17 settembre, all'Assemblea Costituente, e non poté farne parte. Condannato il 2 aprile 1849 a sei anni di carcere, fu liberato nel 1855 ma, esiliato, si stabilì in Belgio.
Amnistiato nel 1859, tornò in Francia, stabilendosi ad Arcueil, presso Parigi. Si presentò candidato alle elezioni del 24 maggio 1869 come candidato radicale e fu eletto al Corpo legislativo. L'11 gennaio 1870 denunciò le manovre della Corte per mandare impunito il principe Pietro Napoleone Bonaparte, responsabile della morte di Victor Noir, che fu infatti assolto in marzo dai giudici compiacenti.
Fu a Parigi durante l'assedio e la Comune, mantenendo un atteggiamento neutrale, ma per aver commemorato il comunardo Louis Charles Delescluze nel suo Almanach et calendrier météorologique de 1874, fu condannato, lui ottantenne, a un anno di prigione. Il 5 marzo 1876 fu eletto all'Assemblea Nazionale e vi propose l'amnistia per tutti i condannati politici, che fu respinta a grande maggioranza dall'Assemblea.
Fu rieletto il 14 ottobre 1877 e morì pochi mesi dopo. È sepolto nel 18º distretto del cimitero di Père-Lachaise.

## Scritti
- Les Missionnaires en opposition avec les bonnes mœurs et avec les lois de la religion, Paris, Marchands de nouveautés, 1821
- Mémoires sur la famille des graminées, contenant: 1°. La physiologie; 2°. La classification des graminées; 3°. L'analyse microscopique et le développement de la fécule dans les céréales, Paris, Imprimerie de Fain, 1825
- Discours prononcé dans l'Assemblée générale de l'Association républicaine pour la liberté de la presse et reproduit pour sa défense devant la Cour d'Assises qui l'a acquitté, Paris, Imprimerie de L. E. Herhan, s.d. [1833]
- Nouveau systeme de physiologie végétale et de botanique, fondé sur les méthodes d'observation, qui ont été développées dans le nouveau système de chimie organique, accompagné d'un atlas de 60 planches, 2 voll., Paris, J. B. Baillière, 1837
- Nouveau système de chimie organique fondé sur de nouvelles méthodes d'observation, et précédé d'un traité complet de l'art d'observer et de manipuler, en grand et en petit, dans la laboratoire et sur le porte-objet du microscope, 2 voll., Bruxelles, Méline, Cans et Compagnie, 1839
- Réforme pénitentiaire. Lettres sur les prisons de Paris, 2 voll., Paris, Tamisey et Champion, 1839
- Manuel annuaire de la santé ou Médecine et pharmacie domestiques, Paris, éditeur des ouvrages de Raspail & Lyon, Charles Savy, 1845
- Histoire naturelle de la santé et de la maladie chez les végétaux et chez les animaux en général, et en particulier chez l'homme, suivie du formulaire pour une nouvelle méthode de traitement hygiénique et curatif, avec des figures sur bois dans le texte et 12 planches dessinées et gravées sur acier par son fils, F.-Benjamin Raspail, 2 voll., Paris, Levasseur & Leriche, 1845
- Réformes Sociales. Complet en 2 parties: Le Combat (les démélés de l'auteur avec la justice, sa bataille pour son journal et contre la royauté). Les Doctrines (théories et projets de loi, notamment sur la justice: suppresion de la peine de mort), Paris-Bruxelles, Bureau des publications, Office de publicité, 1872